# Karl Schmitz-Scholl senior

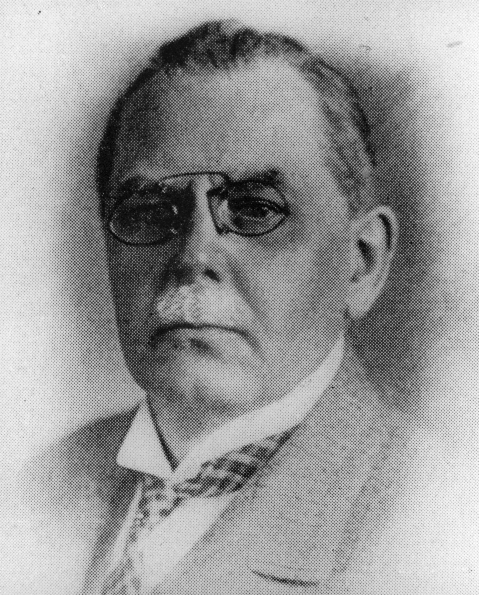
Karl Friedrich Schmitz-Scholl (1868–1933)

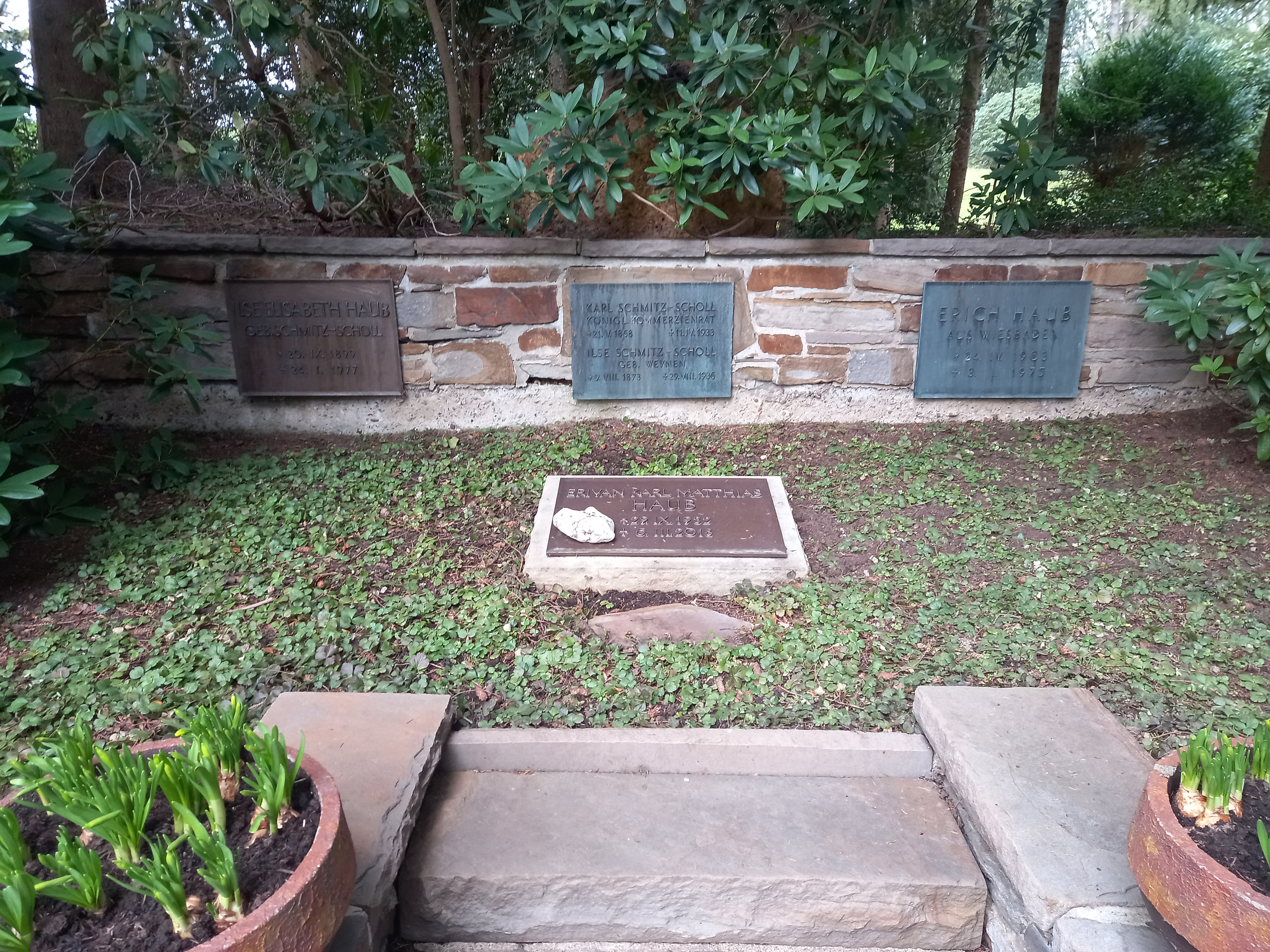
Das Grab von Karl Schmitz-Scholl senior und seiner Ehefrau Ilse geborene Weymen im Familiengrab auf dem Hauptfriedhof Mülheim an der Ruhr

Karl Friedrich Schmitz-Scholl, eigentlich Karl Friedrich Schmitz (* 21. Mai 1868 in Mülheim an der Ruhr; † 11. April 1933 ebenda), war ein deutscher Großhandelskaufmann und Gesellschafter des Unternehmens Tengelmann.

## Leben und Wirken
Karl Friedrich Schmitz stammte aus einer Mülheimer Kaufmannsfamilie und war der Sohn des Unternehmensgründers Wilhelm Schmitz und seiner Frau Louise, geborene Scholl. Er wurde nach dem Tode seines Vaters zusammen mit seinem älteren Bruder Wilhelm (1861–1927) Eigentümer des Unternehmens Wilhelm Schmitz-Scholl oHG. Gemeinsam gründeten sie 1893 die Hamburger Kaffee-Import-Gesellschaft Emil Tengelmann, die zahlreiche Verkaufsfilialen in ganz Deutschland eröffnete und 1914 bereits 560 Filialen besaß. Tengelmann vertrieb vor allem Kaffee, Tee, Kakao, Gewürze, Gebäck und Süßigkeiten. Im Anschluss an diese Produktpalette wurde 1900 eine zweite Kaffeerösterei in Heilbronn eröffnet, 1906 folgte die Rheinische Zuckerfabrik in Düsseldorf, und 1912 nahm in Mülheim-Speldorf die Schokoladenfabrik Wissoll den Betrieb auf, die Firma ist ein Kürzel für den Namen des Unternehmensgründers Wilhelm Schmitz-Scholl. Ab den 1920er Jahren wurden weitere Kaffeeröstereien und Nährmittelfabrikationsbetriebe errichtet, und das Vertriebs- und Filialnetz wurde optimiert und ausgebaut. Nach seinem Tode wurde sein gleichnamiger Sohn Karl Schmitz-Scholl junior alleiniger Geschäftsführer des Unternehmens, wobei seine Tochter Elisabeth Haub geb. Schmitz-Scholl (1899–1977) Mitgesellschafterin war.

## Ehe und Nachkommen
1895 heiratete er in Borbeck Elisabeth Franziska Josephine Maria geb. Weynen (1873–1936). Aus der Ehe gingen zwei Kinder hervor:
- Karl Wilhelm Erivan (1896–1969)
- Amalie Luise Elisabeth (1899–1977)

## Weitere Quellen
- Stadtarchiv Mülheim an der Ruhr, Biografische Sammlung (1550/209)